# ريجنالد ميتشيل
ريجنالد ميتشيل (بالإنجليزية: R. J. Mitchell)‏ (و. 1895 – 1937 م) هو مهندس فضاء جوي، ومهندس، من المملكة المتحدة، توفي في المملكة المتحدة، عن عمر يناهز 42 عاماً بسبب سرطان القولون والمستقيم.

## جوائز
حصل على جوائز منها:
- قائد وسام الامبراطورية البريطانية.